# Zasłonak różnobarwny

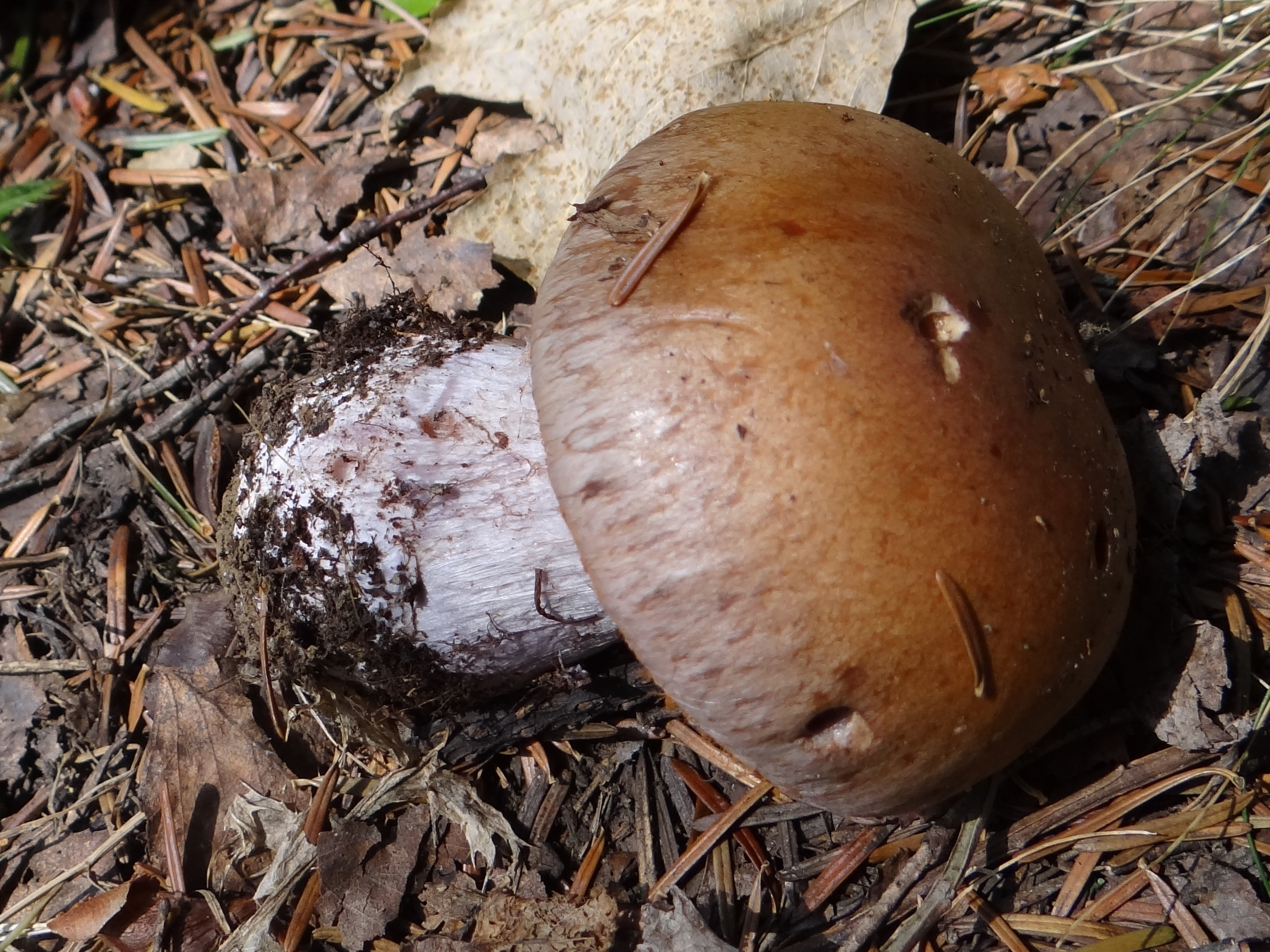
Owocniki zmieniają barwę na czerwonobrązową, poczynając od środka kapelusza

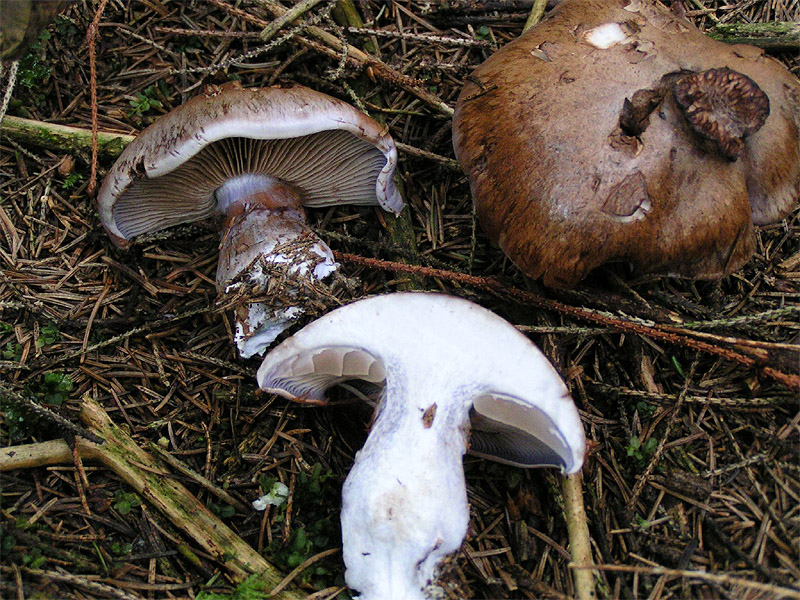

Zasłonak różnobarwny, zasłonak znamienny, zasłonak gajowy (Cortinarius variecolor (Pers.) Fr.) – gatunek grzybów należący do rodziny zasłonakowatych (Cortinariaceae).

## Systematyka i nazewnictwo
Pozycja w klasyfikacji według Index Fungorum: Cortinarius, Cortinariaceae, Agaricales, Agaricomycetidae, Agaricomycetes, Agaricomycotina, Basidiomycota, Fungi.
Po raz pierwszy takson ten zdiagnozował w roku 1801 Christiaan Hendrik Persoon, nadając mu nazwę Agaricus variicolor. Obecną, uznaną przez Index Fungorum nazwę, nadał mu w roku 1838 r. Fries, przenosząc go do rodzaju Cortinarius. Niektóre synonimy nazwy naukowej:

- Agaricus variicolor Pers. 1801
- Cortinarius largiusculus Britzelm. 1892
- Cortinarius nemorensis (Fr.) J.E. Lange 1940
- Cortinarius variicolor var. largiusculus (Britzelm.) Quadr. 1985
- Cortinarius variicolor var. marginatus (M.M. Moser) Quadr. 1985
- Cortinarius variicolor var. nemorensis Fr. 1838
- Cortinarius variicolor (Pers.) Fr. 1838, var. variicolor
- Phlegmacium nemorense (Fr.) M.M. Moser, 1960
- Phlegmacium variicolor (Pers.) Wünsche 1877
- Pholiota variicolor (Pers.) P. Kumm. 1871

Polskie nazwy nadał Andrzej Nespiak w 1975 r. Władysław Wojewoda w swoim wykazie grzybów wielkoowocnikowych Polski wymienia także gatunek zasłonak gajowy (Cortinarius nemorensis), jednak według Index Fungorum jest on synonimem Cortinarius variecolor.

## Morfologia
Kapelusz
Średnica 5–18 cm, u młodych owocników półkulisty i nieco śliski, u starszych łukowaty i suchy. Powierzchnia gładka, naga z promienistymi, wrośniętymi włókienkami. Młode owocniki są intensywnie różowofioletowe, później zmieniają barwę. Poczynając od wierzchołka kapelusza stają się czerwonawo brązowe, w końcu całe stają się czerwonobrązowe lub brązowe.
Blaszki
Dość gęste, słabo przyrośnięte. Początkowo są różowofioletowe, później rdzawobrązowe, przy brzegu długo jednak zachowują fioletowy odcień.
Trzon
Wysokość 5–15 cm, grubość do 3 cm, kształt walcowaty, u podstawy pałkowato poszerzony do 4 cm. Jest pełny i sprężysty. Powierzchnia początkowo różowofioletowa, z czasem blednie i różowofioletowy odcień utrzymuje się tylko w górnej części trzonu. Podstawa trzonu jest brązowa, na trzonie znajdują się resztki różowofioletowej zasnówki.
Miąższ
U młodych owocników białawy, z czasem staje się różowofioletowy, u starszych owocników blednie i różowofioletowy kolor utrzymuje się tylko na brzegach i na wierzchołku kapelusza. U starszych owocników staje się brązowy. Smak nieokreślony, zapach ziemisty.

## Występowanie i siedlisko
Występuje w Ameryce Północnej, w Europie i Maroku. W Europie Środkowej jest dość pospolity, w niektórych regionach jednak występuje w rozproszeniu.
Naziemny grzyb mykoryzowy występujący w lasach iglastych, szczególnie pod świerkami, głównie na glebach wapiennych. Owocniki wytwarza od sierpnia do października.

## Znaczenie
Jest grzybem jadalnym, jednak jego specyficzny zapach u niektórych ludzi może wywoływać bóle głowy.